# フランチシェック・ガシエニカ・グロン
フランチシェック・ガシエニカ・グロン（Franciszek Gąsienica Groń、1931年9月30日 - 2014年7月31日）は、ポーランド、ザコパネ出身のノルディック複合選手。

## プロフィール
1956年コルチナ・ダンペッツオオリンピックノルディック複合で銅メダルを獲得、ポーランドに冬季オリンピックのノルディックスキー各種目を通じて初めてのメダルをもたらした。なお、この時の金メダル獲得者はスヴェレ・ステネルセンであった。